# Bernhard Hausberger
Bernhard Hausberger (* 9. Januar 1955; † 11. April 2009) war ein österreichischer Filmemacher, welcher in Kaltenbach beheimatet war.

## Karriere
Hausberger war Mitbegründer und Obmann des vcz (Video Club Zillertal) und wurde vor allem bekannt durch seine hervorragenden Live Video Sequenzen, wenn Peter Steinlechner wieder einmal ein Open-Air-Konzert der Schürzenjäger gab. Hausberger war mehrfacher Clubmeister und Goldmedaillen-Gewinner unter anderem für den Film Ein langer Weg...., Blitzlichter.
2001 erhielt Bernhard Hausberger den JVC Austrian Video Award für seinen Film Die Chance aus der Dunkelheit, welcher ihm in Wien von Verona Pooth überreicht wurde.

## Kurzfilme (Auswahl)
- 1989 Die Marsrakete (Jeunesse) (19 Minuten)
- 1990 Sad emastles Nebel sed Znarf (11 Minuten, Das seltsame Leben des Franz, basierend auf der Kurzgeschichte The Curious Case of Benjamin Button von F. Scott Fitzgerald)[5]
- 1994 It's up to you (25 Minuten)
- 1996 Sawah und das Königsspiel (19 Minuten, gemeinsam mit Alfred Oberkofler)
- 1998 Die Moldau (13 Minuten, gemeinsam mit Alfred Oberkofler)
- 2004 Waldesglut (19 Minuten)
- 2005 La battaglia delle arance (The battle of oranges)  (17 Minuten, gemeinsam mit Karin Hausberger)
- 2006 Ein etwas anderes Jahr (A rather different year) (30 Minuten, gemeinsam mit Karin Hausberger)
- 2008 Brücken bauen (24 Minuten)

## Auszeichnungen
- 14facher Landesmeister
- zweifacher Staatsmeister
- vier Goldmedaillen bei der UNICA-Weltmeisterschaft